# アトンパレスホテル
アトンパレスホテルは、茨城県神栖市にあるホテルである。

## 概要
コンセプトは、「宿泊にウェディングに心からの満足を提供するホテルリゾート」である。敷地内には、本館（アトンパレス）、新館（アネックス）、国際館（ルクソール）が所在しており、客室は、本館・新館と国際館内にある、茶寮「砂の栖」となる。
国際館は、主に、結婚式場や式典会場向けとなり、建物の特徴としては、建築の巨人フランク・ロイド・ライトが旧帝国ホテルで試みたデザインとされている。毎年、夏季シーズンには、本館屋上や国際館屋外のパルティール庭園で、ビアガーデンイベントが開催されている。
高速バス（はさき号）が停車し、都心（東京駅）方面へのアクセスも可能である。

## 歴史
- 1988年（昭和63年）6月 - アトンパレスホテル開業。本館（アトンパレス）が竣工。[1]
- 1992年（平成4年）3月 - 新館（アネックス）が竣工。
- 1997年（平成9年）10月 - 国際館（ルクソール）が竣工。

## 設備

### 本館 アトンパレス
- ステーキイン「欅」
- 和食・洋食「ルピナス」
- ブライダルパーティサロン

### 新館 アネックス
- 幸ブライダル衣装サロン
- 露天風呂 筑波の湯（宿泊者専用）

### 国際館 ルクソール
- パーティ会場 「ラ・ミロアール」、「エスプリ」、「シェリール」、「サン・ミッシェル」、「アンジェリーク」、「ゲストハウス」
- パーティ会場 「翔雲の間」、「慶雲の間」、「白雲の間」、「翠雲の間」、「香雲の間」、「瑞雲の間」
- 結婚式場「神武殿」、「ルクソール教会」

### 茶寮 砂の栖
- 国際館の最上階に作られた、割烹旅館。
- 本館、新館の部屋と異なり、本格的数寄屋造りの館内、各室から望める静謐な庭を設け、貴賓室・特別室が中心。客室全てに露天風呂と内風呂を完備している。

## アクセス
鉄道
- JR成田線小見川駅または、鹿島線鹿島神宮駅よりタクシーで15分。

バス
- 東京駅発着の高速バス（はさき号）・波崎総合庁舎行きより「アトンパレスホテル」バス停で下車。
※お台場・羽田空港方面からは、「鹿島セントラルホテル」バス停で下車し、タクシー利用で10分。

車
- 東京・鹿嶋方面 - 東関東自動車道潮来インターチェンジより県道・国道124号経由で25分。
- 銚子・波崎方面 - 国道124号経由で35分。

## 周辺施設
アトンパレスホテル周辺には飲食施設などが点在し、鹿島臨海工業地帯や港公園へも近い。
- ファミリーマート神栖中央公園前店
- 安楽亭神栖店
- 吉野家124号線神栖店
- 神栖警察署